# Notoxaea ferruginea
Notoxaea ferruginea är en biart som först beskrevs av Heinrich Friese 1898.  Notoxaea ferruginea ingår i släktet Notoxaea och familjen grävbin. Inga underarter finns listade i Catalogue of Life.